# العلاقات البرتغالية المالديفية
العلاقات البرتغالية المالديفية هي العلاقات الثنائية التي تجمع بين البرتغال والمالديف.

## مقارنة بين البلدين
هذه مقارنة عامة ومرجعية للدولتين:
| وجه المقارنة                                              | البرتغال                                                  | المالديف       |
| --------------------------------------------------------- | --------------------------------------------------------- | -------------- |
| المساحة (كم2)                                             | 92.21 ألف                                                 | 298            |
| عدد السكان (نسمة)                                         | 10.60 مليون                                               | 436.33 ألف     |
| الكثافة السكانية (ن./كم²)                                 | 114.95                                                    | 146.42 ألف     |
| العاصمة                                                   | لشبونة                                                    | ماليه          |
| اللغة الرسمية                                             | اللغة البرتغالية، اللغة الميراندية                        | اللغة الديفهي  |
| العملة                                                    | يورو، اسكودو برتغالي                                      | روفيه مالديفية |
| الناتج المحلي الإجمالي (بليون دولار)                      | 217.57 مليار                                              | 4.60 مليار     |
| الناتج المحلي الإجمالي (تعادل القوة الشرائية) بليون دولار | 307.82 مليار                                              | 5.23 مليار     |
| الناتج المحلي الإجمالي الاسمي للفرد دولار أمريكي          | 19.22 ألف                                                 | 8.39 ألف       |
| الناتج المحلي الإجمالي للفرد دولار أمريكي                 | 28.76 ألف                                                 | 12.53 ألف      |
| مؤشر التنمية البشرية                                      | 0.830                                                     | 0.706          |
| رمز المكالمات الدولي                                      | +351                                                      | +960           |
| رمز الإنترنت                                              | .pt                                                       | .mv            |
| المنطقة الزمنية                                           | توقيت غرب أوروبا، توقيت غرب أوروبا الصيفي، أوروبا/لشبونة ‏ | ت ع م+05:00    |

## منظمات دولية مشتركة
يشترك البلدان في عضوية مجموعة من المنظمات الدولية، منها:
| علم المنظمة | اسم المنظمة                        | تاريخ انضمام البرتغال | تاريخ انضمام المالديف |
| ----------- | ---------------------------------- | --------------------- | --------------------- |
|             | بنك التنمية الآسيوي                | 2002                  | 1978                  |
|             | مؤسسة التنمية الدولية              | 29 ديسمبر 1992        | 13 يناير 1978         |
|             | يونسكو                             | 11 مارس 1965          | 18 يوليو 1980         |
|             | وكالة ضمان الاستثمار متعدد الأطراف | 6 يونيو 1988          | 19 مايو 2005          |
|             | الأمم المتحدة                      | 14 ديسمبر 1955        | 21 سبتمبر 1965        |
|             | الاتحاد البريدي العالمي            | ?                     | ?                     |
|             | البنك الدولي للإنشاء والتعمير      | 29 مارس 1961          | 13 يناير 1978         |
|             | الاتحاد الدولي للاتصالات           | 1866                  | 28 فبراير 1967        |
|             | منظمة حظر الأسلحة الكيميائية       | ?                     | ?                     |
|             | مؤسسة التمويل الدولية              | 8 يوليو 1966          | 2 فبراير 1983         |
|             | منظمة التجارة العالمية             | ?                     | ?                     |
|             | منظمة الشرطة الجنائية الدولية      | ?                     | ?                     |

## وصلات خارجية
- موقع وزارة الخارجية البرتغالية
- موقع وزارة الخارجية المالديفية